# Grimmia leibergii
Grimmia leibergii är en bladmossart som beskrevs av Jean Édouard Gabriel Narcisse Paris 1896. Grimmia leibergii ingår i släktet grimmior, och familjen Grimmiaceae. Inga underarter finns listade i Catalogue of Life.